# Паракокцидиоидомикоза
Паракокцидиоидомикоза је гљивична инфекција ендемска за Јужну и Централну Америку (најчешће Бразил, Аргентину, Колумбију и Венецуелу).. Узрокују га термички диморфне гљиве из рода  Paracoccidioides. Иако је инфекција обично субклиничка, инфекција гљивицама такође може изазвати хроничну и тешку болест. Већина случајева се инфицира пре 20. године, иако се симптоми могу појавити много година касније.

## Епидемиологија
Паракокцидиоидомикоза је географски ограничена на Јужну и Централну Америку, од Мексика до Аргентине, са изузетком Чилеа, Суринама, Гвајане, Никарагве, Белизеа и већине карипских острва.   Гљиве из рода Paracoccidioides нису ендемичан за Сједињене Америчке Државе, али је паракокцидиоидомикоза пријављена у Северној Америци и другде код пацијената који су претходно посетили или боравили у ендемским подручјима, па се сматра се да су ови случајеви у САД настали као резултат реактивације латентне инфекције.
Унутар ендемских региона, паракокцидиоидомикоза је ограничена на подручја у којима се узгаја кафа или дуван, подручја са киселим земљиштем и подручја са температурама између 12°С и 30°С, надморским висинама између 150 и 2.000 м и годишњом количином падавина између 100 и 400 цм.
Од 90 милиона људи који живе у ендемским подручјима, око 10 милиона је заражено Paracoccidioides-ом , иако је тешко добити тачне бројке.
Позитивни резултати кожног теста паракокцидиоидина су пријављени код 6-50% људи који живе у ендемским подручјима, што указује на претходну изложеност гљивама.

## Етиологија
Паракокцидиоидомикозу изазивају термички диморфне ендемске гљиве из рода  Paracoccidioides. Тренутно је 5 врста препознато као узрочник ове микозе.  Ово укључује Paracoccidioides lutzii,и 4 врсте у оквиру комплекса врста P brasiliensis species complex; P americana, P brasiliensis, P restrepiensis, и P venezuelensis, најчешћа врста, која се налазе у Бразилу, Аргентини, Парагвају, Перуу и Венецуели. 
P brasiliensis се претежно налази у Бразилу и Венецуели.
P restrepiensis се углавном налази у Колумбији
P venezuelensis се углавном налази у Венецуели. 
Paracoccidioides lutzii  је највероватније ограничен на северни и централни Бразил.

### Фактори ризика
Фактори ризика за паракокцидиоидомикозу укључују следеће болести: 
- пољопривредни послови (нпр узгајање кафе у Бразилу)  јер се верује да гљиве живе у земљишту
- неухрањеност
- пушење дувана
- алкохолизам
- имунодефицијенција (нпр. ХИВ/АИДС)[13]

## Клиничка слика
Асимптоматска инфекција плућа је честа, са мање од 5% инфицираних особа које развијају клиничку болест.
Може се јавити као тип који захвата уста и кожу, лимфангитички тип, тип захвата више органа (нарочито плућа) или мешовити тип.
Ако постоје чиреви у устима или лезије на кожи, болест ће вероватно бити широко распрострањена.  Може биити без симптома, или се може манифестовати грозницом, сепсом, губитком тежине, великим жлездама или великом јетром и слезином.
Познате су две манифестације паракокцидиоидомикозе:
- прво акутни или субакутни облик, који претежно погађа децу и младе одрасле особе,[17]

- хронични облик, који претежно погађа одрасле мушкарце.[18]

### Јувенилни (акутни/субакутни) облик
Јувенилни, акутни облик карактеришу симптоми, као што су грозница, губитак тежине и лоше осећање заједно са увећаним лимфним чворовима и повећањем јетре и слезине.  Овај облик је најчешће дисеминован, са симптомима који се манифестују у зависности од захваћених органа.  Често су присутне лезије коже и слузокоже,  а у тешким случајевима може доћи до захватања кости. Ова акутна, тешка презентација може да имитира туберкулозу, лимфом или леукемију.

### Хронични облик код одраслих
Хронични облик се јавља месецима до годинама након почетне инфекције и најчешће се манифестује сувим кашљем и кратким дахом.  Остали симптоми укључују вишак саливације, отежано гутање и потешкоће са контролом гласа. Могу бити присутне лезије слузокоже горњих дисајних путева, као и повећана производња слузи и искашљавање крви.  И плућна и ванплућна захваћеност гљивицама је уобичајена.
До 70% случајева има захваћеност слузокоже, са лезијама које се често налазе у устима, орофаринксу, ларинксу и непцу. Класичне лезије су површински болни грануларни улкуси, са малим тачкастим крварењем.

## Дијагноза
Дијагноза паракокцидиоидомикозе се најчешће поставља визуализацијом ћелија квасца у ткиву, влажним препаратима (нпр  у спутуму) или површинским стругањем (нпр лезије коже). 
Серолошки тестови су доступни у областима највеће ендемичности. 
Код пацијената са активном паракокцидиоидомикозом, радиографија грудног коша открива интерстицијалне инфилтрате (у 64% случајева) или мешовите лезије са линеарним и нодуларним инфилтратима.

## Диференцијална дијагноза
Диференцијална дијагноза паракокцидиоидомикозе укључује следеће поремећаје:
- бластомикоза[25]
- лимфом[26]
- леукемија[27]
- споротрихоза
- Вегенерова грануломатоза

- актиномикоза[28]
- кокцидиоидомикоза и долинска грозница
- хистоплазмоза
- лајшманијаза
- губа
- лобомикоза
- не-Ходџкинов лимфом (НХЛ)
- сифилис
- туберкулоза (ТБ)

## Терапија
Медикаментозна терапија
Системски антифунгални лекови су основа лечења паракокцидиоидомикозе. Мере подршке и хоспитализација могу бити оправдане за пацијенте са тешком болешћу. Ако је присутна, треба лечити анемију и недостатке у исхрани.
Од антифунгицида ефикасних против паракокцидиоидомикозе користе се:
- Триазоли - вориконазол и посаконазол,  итраконазол (који се сматра леком избора за паракокцидиоидомикозу)[31]

- Имидазоли - кетоконазол
- Сулфонамиди - сулфадиазин, триметоприм/сулфаметоксазол
- Амфотерицин Б - резервисан за тешке случајеве паракокцидиоидомикозе који су отпорни на друге облике терапије

Хируршка терапија
Повремено су потребни специфични хируршки третмани за болести које угрожавају живот или органе, као што су:
- неурохируршке процедуре за ублажавање компресије кичмене мождине изазване грануломом или хидроцефалуса,
- реконструктивна хирургија да би се ублажиле фиброзне последице.